# Zvjezdarnica Mount Palomar
Zvjezdarnica Mount Palomar (engl. Palomar Observatory) zvjezdarnica je koja se nalazi na planini Palomar u okrugu San Diego, Kalifornija. 
U vlasništvu je California Institute of Technology. 
Nalazi se oko 145 km jugoistočno od zvjezdarnice Mount Wilson. 
Trenutno ima četiri glavna teleskopa:
- 5,08 m Reflektorski teleskop
- 1,22 m Samuel Oschinov teleskop
- 457 mm Schmidtov teleskop
- 1,52 m teleskop

## Vanjske poveznice
- Službena stranica zvjezdarnice Palomar  Arhivirana inačica izvorne stranice od 5. ožujka 2013. (Wayback Machine)
- Službena stranica Hale-Teleskopa   Arhivirana inačica izvorne stranice od 18. srpnja 2010. (Wayback Machine)
- Palomar Testbed Interferometer (PTI)  Arhivirana inačica izvorne stranice od 9. listopada 2008. (Wayback Machine)